# Så hav nu, själ, ett muntert mod
Så hav nu, själ, ett muntert mod är inledningsstrofen till en psalm av Carl Lundgren. 
Psalmen har sex 6-radiga verser med undantag av vers 1 och 3 som därtill har 2 körsångsrader. Till texten valde Emil Gustafson bibelcitatet Tacken Herren, ty han är god. (Psalm 136 i Psaltaren) när han publicerade den i sin psalmbok Hjärtesånger 1895.

## Publicerad i
- Hjärtesånger 1895 som nr 125 under rubriken "Lofsånger" med titeln "Herren är god".